# Vernonia solanifolia
Vernonia solanifolia là một loài thực vật có hoa trong họ Cúc. Loài này được Benth. miêu tả khoa học đầu tiên năm 1842.